# Притча об убийце
Притча об убийце (англ. Parable of the Assassin) — апокрифическая притча Иисуса Христа, упоминаемая только в Евангелии от Фомы.
Оно не является частью кононической Библии.
М. К. Трофимова. Евангелие от Фомы, перевод на русский, комментарии, примечания.:

102 Иисус сказал: Царствие Отца подобно человеку, который хочет убить сильного человека. Он извлек меч в своем доме, он вонзил его в стену, дабы узнать, будет ли рука его крепка. Тогда он убил сильного.

## Аутентичность
Ученые, участники Семинара Иисуса, признали, что «Притча об убийце» может принадлежать Иисусу, но с полной уверенностью этого утверждать нельзя. К этому мнению их привели параллели с притчами о строителе башни, и о царе, идущем на войну, и Евангелия от Луки, а также вызывающий характер образа.  По словам Роберта Фанка, признание притчи, не содержащейся в каноне и известной лишь несколько лет, аутентичной требовало смелости и аккуратного обсуждения. Вывод семинара был подвергнут критике за непоследовательность, поскольку привлечённая для обоснования позиции притча о царе, идущем на войну, аутентичной признана не была. Аутентичность притчи подвергается сомнению на том основании, что Иисус не стал бы использовать в качестве примера убийство (однако в канонических Евангелиях упоминаются следующие притчи: (Мф. 12, 29), (Мк. 3, 27), (Лк. 11, 21),  (Фома, 40)), а также из-за отсутствия в каноне словосочетания «Царствие Отца» (англ. the kingdom of the father).